# 野口智哉
野口 智哉（のぐち ともや、1999年9月20日 - ）は、奈良県橿原市出身のプロ野球選手（内野手、外野手）。右投左打。オリックス・バファローズ所属。

## 経歴

### プロ入り前
橿原市立真菅小学校1年の時にマスガファイターズで野球を始め、6年時にはNPB12球団ジュニアトーナメントのオリックスジュニアに選出されている。橿原市立大成中学校では少年硬式野球（ボーイズリーグ）の葛城JFKボーイズに所属し、3年春に全国ベスト4。葛城JFKボーイズ時代の同期生に福元悠真、松本竜也（広島）がいた。
父の勧めで練習に参加したことをきっかけに、高校は徳島県立鳴門渦潮高等学校に進んだ。1年秋に遊撃手のレギュラーを獲得し、3年夏（2017年）には第99回全国高等学校野球選手権大会に出場。1回戦で日本文理と対戦して5-9で敗れたが、3番遊撃手として5打数2安打と結果を残し、また最終回にはマウンドに上がり、最速143km/hを記録して1イニングを無失点に抑えた。
関西大学人間健康学部に進学。1年春から外野のレギュラーを獲得し打率.364を記録。6月には1年生野手ではただ1人、侍ジャパン大学日本代表の選考合宿に参加した。1年秋はわずか6安打、打率.140と苦しんだが、遊撃手のレギュラーとなった2年春は打率が.373を記録するなど復調し、その後はリーグ屈指の好打者に成長した。4年秋のリーグ戦では史上31人目となる通算100安打を達成したほか、打率.361、2本塁打、7打点の成績でリーグ最優秀選手にも輝いた。大学4年間の7シーズン中（3年春は開催中止）、1年秋を除く6シーズンで打率3割超を記録し、ベストナインも4回獲得するなど、非常に安定した成績を残した。
2021年10月11日に開催された2021年度ドラフト会議においてオリックス・バファローズから2位指名を受け、11月18日に契約金7000万円、年俸1000万円で入団に合意した（金額は推定）。背番号は9。担当スカウトの乾絵美はオリックスジュニア時代のコーチでもあった。

### オリックス時代
2022年は、新型コロナウイルスの陽性判定を受け開幕一軍は逃すが、一軍に初昇格した4月19日の福岡ソフトバンクホークス戦（京セラドーム）で「1番・三塁」で先発起用され、又吉克樹からプロ初安打を記録。9月23日、千葉ロッテマリーンズ戦（京セラドーム）で7回に代打で起用され、唐川侑己からプロ初本塁打を記録。打ったボールは一度はライトスタンドにいたファンの少年の手に渡るが、すぐにプロ初本塁打だと気付き、少年がグラウンドの選手に投げ返し野口の手元に届くという心温まるシーンも見られた。二塁、三塁、遊撃、中堅、右翼と複数のポジションをこなし、54試合に出場。打率.226、1本塁打という打撃成績だった。日本シリーズにも代打出場し、安打も放った。12月5日、500万円増となる推定年俸1500万円で契約を更改した。
2023年は、オープン戦で打率.364の成績を残し、「1番・遊撃手」で開幕スタメンを掴む。しかし、開幕してからは調子が上がらず、4月17日には、開幕二軍落ちしていた紅林弘太郎と入れ替わりで登録抹消となった。7月18日にはフレッシュオールスターゲームに出場し、本塁打を放つなど活躍を見せ優秀選手賞を獲得した。自身の誕生日でもあった9月20日のロッテ戦（京セラドーム）では、同点で回ってきた7回に横山陸人から決勝打となる右前適時打を放ち、チームはこの試合で優勝を決め3連覇を達成した。シーズン中は6度の登録抹消を繰り返し、最終的に76試合の出場で外野手として59試合に出場。打率.226、2本塁打の成績で、得点圏打率.306と勝負強さを発揮した。10月28日から始まった阪神タイガースとの日本シリーズでは中堅手、右翼手として初めてスタメン出場し、11月にはアジアプロ野球チャンピオンシップの日本代表メンバーに選出され出場した。12月6日、1000万円増となる推定年俸2500万円で契約を更改した。
2025年、5月31日の埼玉西武ライオンズ戦で山田陽翔から自身初のサヨナラ本塁打を放った。

## 選手としての特徴・人物
強肩堅守の遊撃手。本職は遊撃手であるが、アマチュア時代は二塁手・三塁手・右翼手の経験もある。50m走のタイム6秒0、遠投120mを記録。打撃では思い切りの良いフルスイングから広角に打てる他、パンチ力を秘める。
愛称は「トモ」。
オリックス入団後の応援歌はかつて自身と同じ背番号9をつけていた坂口智隆の曲が使用されている。2023年10月21日の試合（クライマックスシリーズ・ファイナルステージ第4戦）で初披露された。この応援歌は野口自身も気に入っており、先代の坂口も継承に喜んだという。

## 詳細情報

### 年度別打撃成績
| 年 度     | 球 団      | 試 合 | 打 席 | 打 数 | 得 点 | 安 打 | 二 塁 打 | 三 塁 打 | 本 塁 打 | 塁 打 | 打 点 | 盗 塁 | 盗 塁 死 | 犠 打 | 犠 飛 | 四 球 | 敬 遠 | 死 球 | 三 振 | 併 殺 打 | 打 率 | 出 塁 率 | 長 打 率 | O P S |
| --------- | ---------- | ----- | ----- | ----- | ----- | ----- | -------- | -------- | -------- | ----- | ----- | ----- | -------- | ----- | ----- | ----- | ----- | ----- | ----- | -------- | ----- | -------- | -------- | ----- |
| 2022      | オリックス | 54    | 167   | 155   | 15    | 35    | 6        | 0        | 1        | 44    | 6     | 0     | 1        | 1     | 0     | 9     | 1     | 2     | 56    | 3        | .226  | .277     | .284     | .561  |
| 2023      | オリックス | 76    | 257   | 226   | 19    | 51    | 11       | 3        | 2        | 74    | 19    | 4     | 2        | 5     | 0     | 21    | 0     | 5     | 70    | 3        | .226  | .306     | .327     | .633  |
| 2024      | オリックス | 12    | 30    | 27    | 4     | 3     | 1        | 0        | 1        | 7     | 1     | 0     | 1        | 0     | 0     | 1     | 0     | 2     | 10    | 0        | .111  | .200     | .259     | .459  |
| 通算：3年 | 通算：3年  | 142   | 454   | 408   | 38    | 89    | 18       | 3        | 4        | 125   | 26    | 4     | 4        | 6     | 0     | 31    | 1     | 9     | 136   | 6        | .218  | .288     | .306     | .594  |

- 2024年度シーズン終了時

### 年度別守備成績
内野守備
| 年 度 | 球 団      | 二塁  | 二塁  | 二塁  | 二塁  | 二塁  | 二塁     | 三塁  | 三塁  | 三塁  | 三塁  | 三塁  | 三塁     | 遊撃  | 遊撃  | 遊撃  | 遊撃  | 遊撃  | 遊撃     |
| 年 度 | 球 団      | 試 合 | 刺 殺 | 補 殺 | 失 策 | 併 殺 | 守 備 率 | 試 合 | 刺 殺 | 補 殺 | 失 策 | 併 殺 | 守 備 率 | 試 合 | 刺 殺 | 補 殺 | 失 策 | 併 殺 | 守 備 率 |
| ----- | ---------- | ----- | ----- | ----- | ----- | ----- | -------- | ----- | ----- | ----- | ----- | ----- | -------- | ----- | ----- | ----- | ----- | ----- | -------- |
| 2022  | オリックス | 19    | 16    | 16    | 1     | 2     | .970     | 4     | 1     | 8     | 1     | 0     | .900     | 20    | 24    | 49    | 2     | 8     | .973     |
| 2023  | オリックス | -     | -     | -     | -     | -     | -        | 2     | 0     | 0     | 0     | 0     | ----     | 17    | 18    | 32    | 1     | 6     | .980     |
| 2024  | オリックス | 2     | 3     | 0     | 1     | 0     | .750     | -     | -     | -     | -     | -     | -        | 3     | 1     | 5     | 0     | 0     | 1.000    |
| 通算  | 通算       | 21    | 19    | 16    | 2     | 2     | .946     | 6     | 1     | 8     | 1     | 0     | .900     | 40    | 43    | 86    | 3     | 14    | .977     |

外野守備
| 年 度 | 球 団      | 外野  | 外野  | 外野  | 外野  | 外野  | 外野     |
| 年 度 | 球 団      | 試 合 | 刺 殺 | 補 殺 | 失 策 | 併 殺 | 守 備 率 |
| ----- | ---------- | ----- | ----- | ----- | ----- | ----- | -------- |
| 2022  | オリックス | 16    | 18    | 2     | 1     | 0     | .952     |
| 2023  | オリックス | 59    | 103   | 3     | 0     | 0     | 1.000    |
| 2024  | オリックス | 10    | 17    | 1     | 0     | 0     | 1.000    |
| 通算  | 通算       | 85    | 138   | 6     | 1     | 0     | .993     |

- 2024年度シーズン終了時

### 記録
初記録
- 初出場・初先発出場：2022年4月19日、対福岡ソフトバンクホークス4回戦（京セラドーム大阪）、1番・三塁手で先発出場
- 初打席：同上、1回裏に石川柊太から空振り三振
- 初安打：同上、8回裏に又吉克樹から左前安打
- 初打点：2022年5月5日、対福岡ソフトバンクホークス9回戦（福岡PayPayドーム）、9回表に田浦文丸から右前適時打
- 初本塁打：2022年9月22日、対千葉ロッテマリーンズ24回戦（京セラドーム大阪）、7回裏に唐川侑己から右越2ラン
- 初盗塁：2023年5月6日、対埼玉西武ライオンズ8回戦（京セラドーム大阪）、5回裏に二盗（投手：髙橋光成、捕手：古賀悠斗）

### 背番号
- 9（2022年 - ）

### 登場曲
- 「タイミング ～Timing～」Klang Ruler（2022年 - ）
- 「ヤングアダルト」マカロニえんぴつ（2022年 - ）
- 「Nillili Manbo」Block B（2023年 - ）
- 「Toca Toca」Project X（2023年 - ）
- 「How Many Boogie」SKYRYU,WAZGOGG&FUMA no KTR（2023年 - ）

### 代表歴
- 2023 アジア プロ野球チャンピオンシップ 日本代表